# Lundi de Pâques
 (avril 2012).
Si vous disposez d'ouvrages ou d'articles de référence ou si vous connaissez des sites web de qualité traitant du thème abordé ici, merci de compléter l'article en donnant les références utiles à sa vérifiabilité et en les liant à la section « Notes et références ».
Le lundi de Pâques est le lendemain du jour de Pâques. La fête de Pâques étant mobile, sa date est variable. En 2025, c'est le 21 avril et, en 2026, ce sera le 6 avril. Ce jour est férié dans plusieurs pays.

## Histoire
La fête de Pâques se déroule, depuis le troisième siècle de l'ère chrétienne, pendant toute la semaine qui suit le dimanche de la Résurrection. Cette semaine porte les noms de semaine de Pâques ou octave de Pâques en Occident, Semaine radieuse ou semaine du Renouveau en Orient, Semaine sainte en Amérique latine et en Espagne. Cette semaine était fériée dans certains pays et à certaines époques.

## Signification liturgique et religieuse
Le lundi de Pâques est le deuxième jour de l'octave de Pâques.
- Dans le nouvel ordo liturgique de Paul VI, l'octave de Pâques a été conservée ;
- Dans les pays chrétiens orthodoxes, en signe de joie, les offices sont abrégés et simplifiés.

La journée liturgique du lundi radieux commence par les vêpres chantées le dimanche soir et durant lesquelles, dans les églises orthodoxes, l'Évangile (Jn 20, 19-25) est lu dans le plus grand nombre possible de langues anciennes et actuelles.
Après les sept jours douloureux et dramatiques de la Passion du Christ (Semaine sainte), le jour de la Résurrection, le premier jour d'une nouvelle semaine, inaugure un temps nouveau de paix et de joie. C'est un « huitième jour » destiné à durer toute une semaine de « sept dimanches » et à préfigurer une éternité paisible et radieuse.
Par ailleurs, auprès de l'Église catholique, le lundi de Pâques se qualifie aussi comme lundi de l'Ange, selon un texte biblique (Évangile selon saint Mathieu 28, 1 - 15). Cette tradition n'est pas récente. Ainsi, sous le règne du roi de France Louis XIV, la chapelle royale à Versailles exécutait l'office de l'Ange pour ce lundi et le lendemain, surtout en chantant l’Angele Dei (Ange de Dieu).

## Coutumes folkloriques du lundi de Pâques

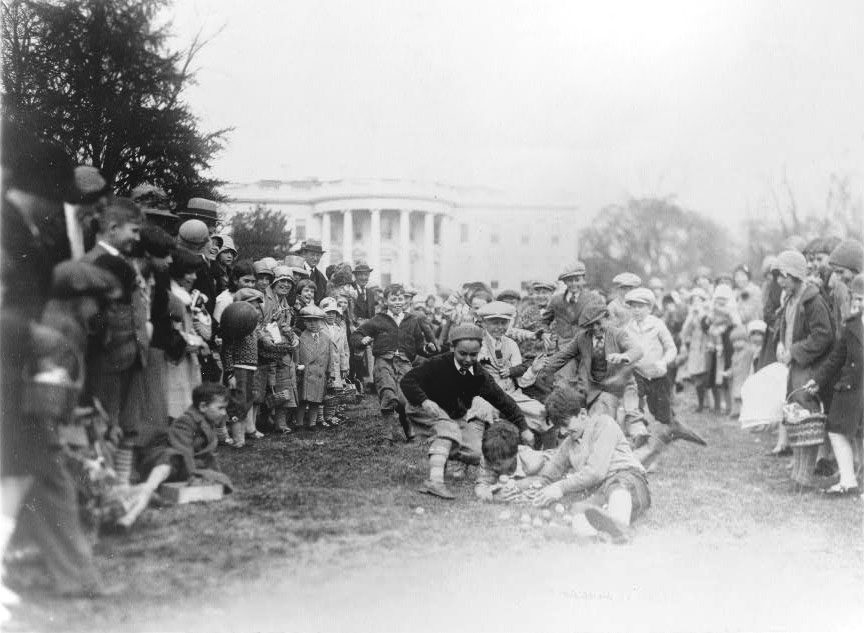
Course aux œufs de Pâques devant la Maison-Blanche en 1929.

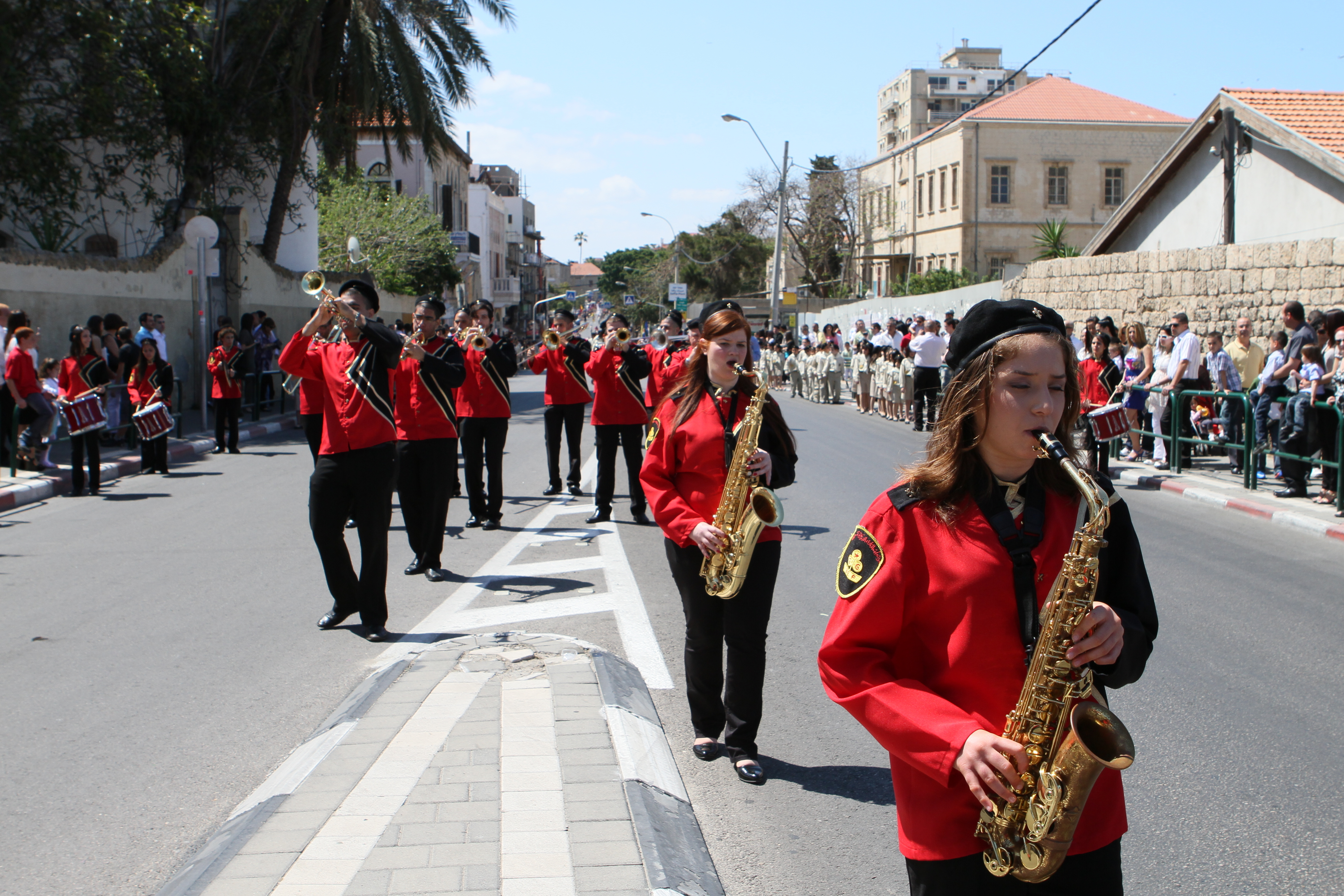
Défilé du lundi de Pâques à Jaffa, Israël.

Dans certains pays, le lundi de Pâques donne encore lieu à des coutumes folkloriques.
- En Pologne, le lundi de Pâques connu sous le nom de « Śmigus-dyngus » (lundi mouillé), les Polonais s’aspergent d’eau. L’eau symbole de la vie, rappelle aux chrétiens leur baptême et avec celui-ci la participation à la mort et à la résurrection du Christ pour une vie nouvelle. Famille et amis se versent de l’eau les uns sur les autres. Autrefois les jeunes hommes jetaient de l’eau sur les jeunes femmes célibataires ; le mardi elles pouvaient prendre leur revanche. Ce jour-là, les Polonais aspergeaient aussi les champs d’eau bénite.

- Aujourd’hui en Hongrie, les garçons aspergent les filles de parfum. Ceci porte chance. Les filles doivent récompenser les garçons en leur donnant de l’argent ou des œufs de Pâques.

- En Angleterre, la coutume pour les lundi et mardi de Pâques est appelée « lifting » ou « headline ». Les jeunes gens vont de maison en maison en transportant une chaise décorée de fleurs. Quand une fille s’assoit sur la chaise, ils la soulèvent dans les airs trois fois. Être soulevée de la sorte, devrait porter chance à la jeune fille. Elle remercie le garçon en lui remettant de l’argent ou en l’embrassant. Le lendemain, c’est au tour des filles de soulever les garçons dans la chaise.

- En Italie, le lundi de Pâques est appelé « Pasquetta ». Il est de coutume de préparer un pique-nique à la campagne en famille et c’est l’occasion de manger les œufs qui ont été décorés l’avant-veille. En Vallée d'Aoste, région alpine francophone et frontalière de la France et de la Suisse romande, le lundi de Pâques est dénommé « pâquerette »[5].

- Dans le Sud de la France, il est (était) de coutume de faire un grand pique-nique avec la famille et les amis le lundi de Pâques à midi avec, comme plat principal, une grande omelette, préparée avec les œufs de Pâques. Cette tradition s'appelle « omelette de Pâques » ou « pâquette ».

- Chez les pieds-noirs d'Oranie, en Algérie, un grand pique-nique réunit famille et amis, le plat principal étant le gazpacho pied-noir, suivi de la dégustation de la mouna (ou mona) et du lancer des bilochas (cerfs-volants de roseau et de papier cristal).

## Une fête mondiale
Le lundi de Pâques est une fête reconnue et un jour férié dans un certain nombre de pays :
- Afrique du Sud (Family Day)
- Albanie
- Allemagne
- Andorre
- Anguilla
- Antigua-et-Barbuda
- Antilles néerlandaises
- Aruba
- Australie
- Autriche
- Bahamas
- Barbade
- Belgique
- Belize
- Bénin
- Botswana
- Bulgarie
- Burkina Faso
- Canada
- Cap-Vert
- Côte d'Ivoire
- Croatie
- Chypre (à l'exception de la Chypre du Nord)
- République tchèque (Pomlázka)
- Danemark
- Dominique
- Égypte (Sham El Nessim)
- Espagne (Catalogne, Communauté valencienne, Îles Baléares, Navarre, Communauté autonome basque)
- Bosnie-Herzégovine
- Fidji
- Finlande
- France depuis 1886
- Gabon
- Gambie
- Géorgie
- Ghana
- Gibraltar
- Grèce
- Groenland
- Grenade
- Guatemala
- Guinée
- Guinée équatoriale
- Haïti
- Hong Kong
- Hongrie
- Îles Caïmans
- Îles Cook
- Îles Féroé
- Île de Man
- Îles Turques-et-Caïques
- Îles Vierges américaines
- Îles Vierges britanniques
- Irlande
- Islande
- Italie
- Jamaïque
- Kenya
- Kiribati
- Lettonie
- Lesotho
- Liban
- Liechtenstein
- Lituanie
- Luxembourg
- Macédoine
- Malawi
- Madagascar
- Mali
- Moldavie
- Monaco
- Monténégro
- Montserrat
- Namibie
- Nauru
- Nouvelle-Calédonie
- Nouvelle-Zélande
- Niger
- Nigeria
- Niué
- Norvège
- Papouasie-Nouvelle-Guinée
- Pays-Bas
- Pologne
- République centrafricaine
- République Tchèque
- Roumanie
- Rwanda
- Salomon
- Sénégal
- Serbie
- Seychelles
- Singapour
- Slovaquie
- Slovénie
- Saint-Christophe-et-Niévès
- Sainte-Lucie
- Saint-Vincent-et-les-Grenadines
- Samoa
- Suriname
- Swaziland
- Suède
- Suisse (férié ou chômé selon le canton)
- Syrie
- Tanzanie
- Tchad
- Trinité-et-Tobago
- Tuvalu
- Ouganda
- Ukraine
- Royaume-Uni (à l'exception de l'Écosse)
- Vanuatu
- Zambie
- Zimbabwe